# Ravenala madagascariensis
L'albero del viaggiatore o palma del viaggiatore (Ravenala madagascariensis Sonn.) è una pianta erbacea ad alto fusto, endemica del Madagascar, appartenente alla famiglia delle Strelitziaceae. È l'unica specie nota del genere Ravenala Adans..
Deve il suo nome comune al fatto che le sue caratteristiche foglie a ventaglio, la cui base a forma di coppa raccoglie l'acqua piovana, sono utilizzate dai viaggiatori per dissetarsi.
Erroneamente assimilata alle palme, è in realtà una pianta erbacea ad alto fusto, al pari del banano.
Il nome scientifico del genere, ravinala, in lingua malgascia significa "foglie della foresta".

## Descrizione
Il fusto è lungo in media 8–10 m. Le foglie, lunghe 4–5 m, somiglianti a quelle del banano, sono disposte a ventaglio lungo un unico asse e si inseriscono sul fusto con un lungo picciolo, nella cui concavità, rivestita da una guaina, si raccoglie l'acqua piovana.
I fiori sono grandi e numerosi, di colore bianco, ermafroditi, asimmetrici, protetti da grandi brattee.
I frutti sono delle capsule a 6 logge, contenenti numerosi semi, circondati da fibre di colore blu intenso che attirano gli uccelli; tale caratteristica ne favorisce la disseminazione.

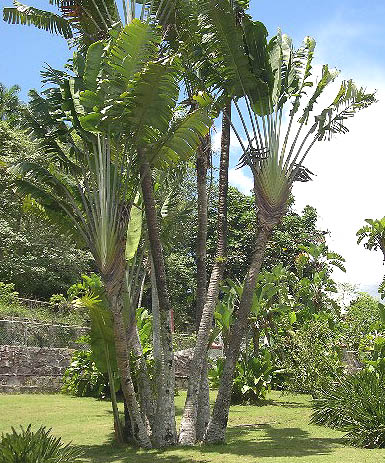
Habitus
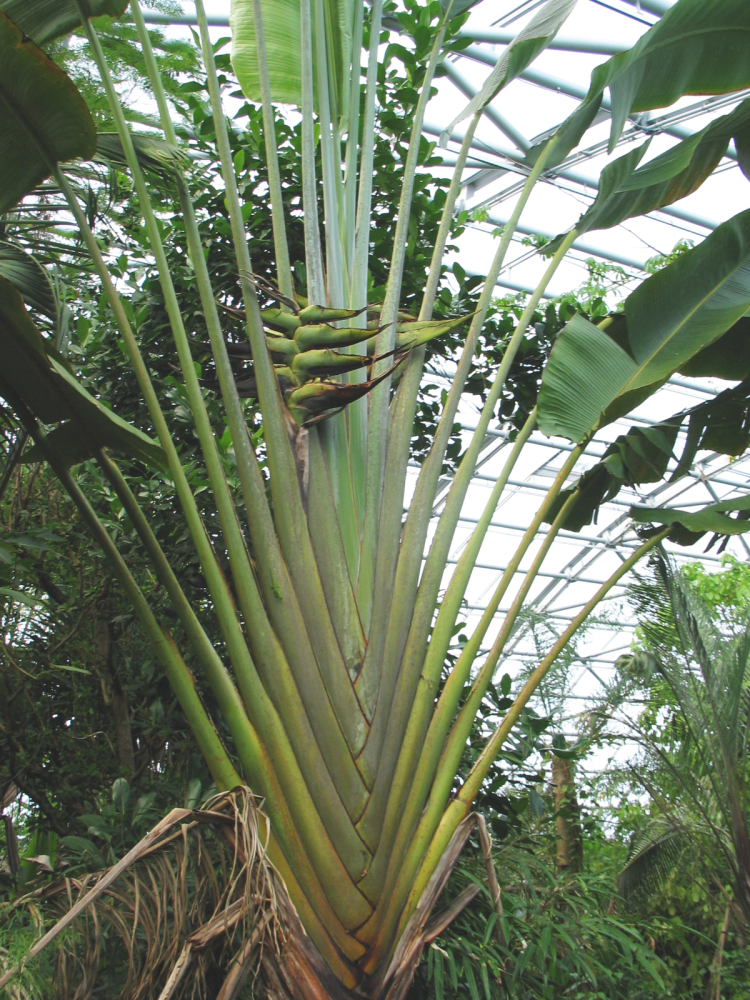
Base delle foglie e infiorescenze
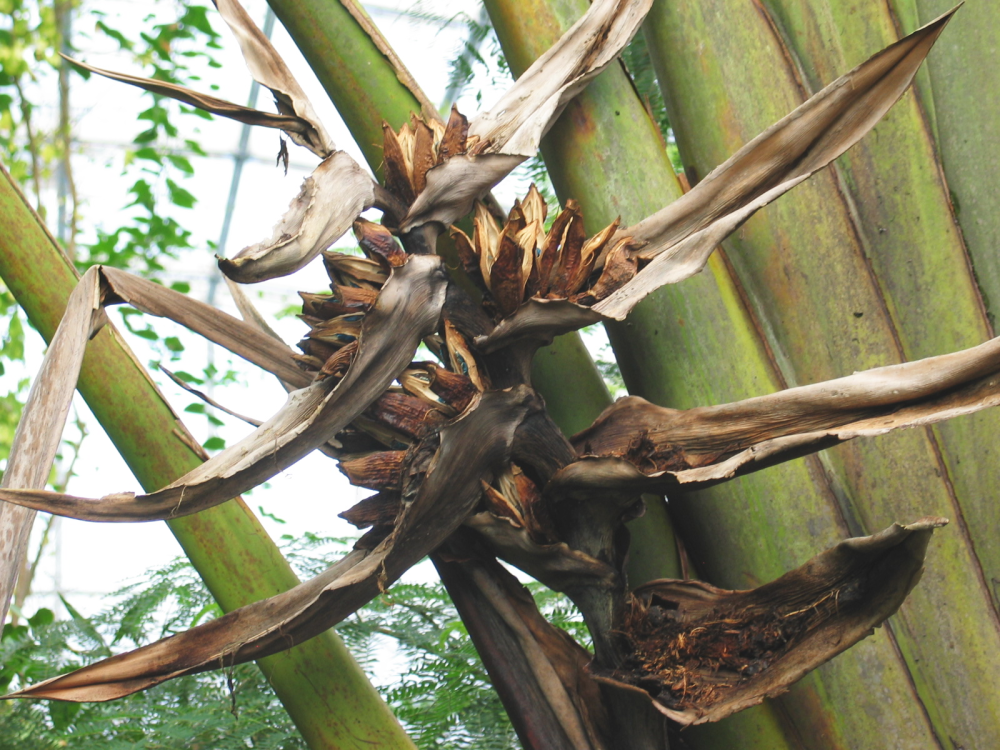
Frutti
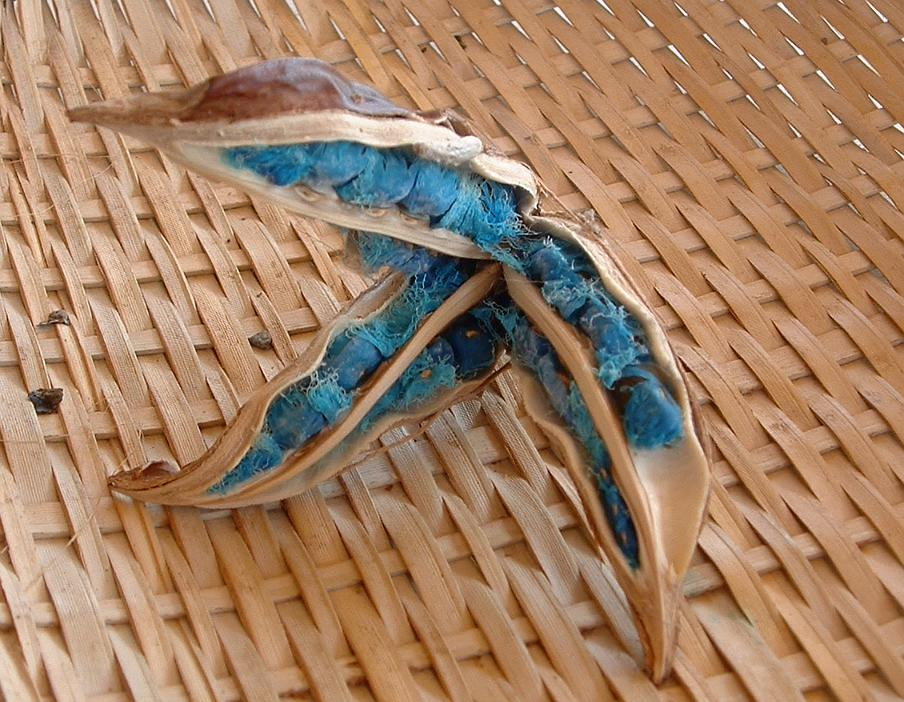
Frutti aperti con semi

## Biologia
La impollinazione è assicurata dai pipistrelli e dai lemuri.

## Distribuzione e habitat
La Ravenala è endemica del Madagascar, dove cresce non solo nelle foreste pluviali, ma anche in ampie aree recentemente deforestate.
È presente anche nell'isola di Réunion e nell'isola di Mauritius nonché alle isole Hawaii, dove è stata importata come pianta ornamentale, per poi diffondersi come specie spontanea.

## Curiosità
- La Ravenala è un simbolo del Madagascar; appare, in forma stilizzata, nel logo della compagnia aerea nazionale.
- Le foglie sono utilizzate come materiale per la costruzione delle tradizionali abitazioni dei paesi costieri malgasci.
- Dal fusto si ricava una materia grassa commestibile, simile all'olio di karité estratto dall'albero del burro (Vitellaria paradoxa) dei paesi tropicali dell'Africa settentrionale.